# Ga Anamori-inari
Ga Anamori-inari (穴守稲荷駅 Anamori-Inari-eki) là một ga đường sắt thuộc Tuyến Sân bay Keikyu ở Ōta, Tokyo. Nhà ga được điều hành bởi đơn vị đường sắt tư nhân Keikyu.